# Love Paranoia
《Love Paranoia》（愛情妄想）為日本歌手柴崎幸於2009年11月18日發行之4th錄音室專輯。

## 解說
- 初回限定盤收錄音樂錄影帶。

## 發行版本
- CD+DVD【初回限定盤】
- CD ONLY

## 曲目

### CD
1. 愛情靈魂～lover soul～（ラバソー～lover soul～）
  - 富士電視台連續劇《粉紅系男孩》主題曲
2. 愛情未成年（ラブマイノリティー）
3. 常有的事～喪服之女篇～（よくある話 〜喪服の女編〜）
4. 百年後
5. n0w
6. notice of the way it is
7. break a spell
8. 最愛
  - 電影《嫌疑犯X的獻身》主題曲
9. 你的聲音（君の声）
  - 電影《飛向天空救贖的羽翼》主題曲
10. 再生
  - 第29回「さっぽろホワイトイルミネーション」合作曲
11. dive
12. Sweet Dream
13. ex
14. 低體溫（低体温）
15. 我會珍惜（大切にするよ）
  - 電影《新·大雄的宇宙開拓史》主題曲
16. 你所留下的一切（きみが残していったもの）
17. 哭吧　
※初回限定盤のみ収録

### DVD（初回限定盤限定）
1. 常有的事～喪服之女篇～
2. 你的聲音
3. 最愛
4. 我會珍惜
5. 愛情靈魂～lover soul～
6. Making
7. 「粉紅系男孩」標題合作版Edition